# Casa dos Patudos
A Casa dos Patudos, Casa-Museu dos Patudos ou Casa de José Relvas, é uma casa-museu situada em Alpiarça, no distrito de Santarém, Portugal. Foi inaugurada como museu em 15 de maio de 1960. Recebe anualmente entre 10 a 12 mil visitantes.
A Casa dos Patudos está classificada como Imóvel de Interesse Público desde 1996.

## História
A casa foi construída entre 1905 e 1909, e o autor do projeto foi o arquiteto Raul Lino, por encomenda de José Relvas.
Relvas legou a quinta dos Patudos e praticamente todos os seus demais bens ao município de Alpiarça por testamento de 1929. Entre várias vontades que são referidas nesse testamento, uma delas é que a Casa fosse conservada como museu.
Após a morte de José Relvas, e de D. Eugénia Relvas, inicia-se um conflito judicial entre o administrador da Quinta dos Patudos e alguns herdeiros do casal. A casa permaneceu desabitada e sem qualquer utilização de 1951 até 1957, quando o tribunal decidiu a favor da Câmara Municipal de Alpiarça e é instituído o museu.
A 15 de maio de 1960 foi inaugurado o Museu sob a responsabilidade técnica da Dra. Maria de Lourdes Bartholo.
Na madrugada de 21 de Fevereiro de 1988 a Casa dos Patudos foi vítima de roubo onde foram levadas cerca de seis dezenas de peças. Cerca de oito anos após o roubo foram recuperados vários quadros pela polícia italiana, perto de uma igreja na cidade de Milão, incluindo uma pintura de Rembrandt.

## Coleção
Nesta casa podemos encontrar obras de arquitetura, pintura, escultura e artes decorativas e suntuárias (azulejaria, porcelana, mobiliário, têxteis e outras) de autores portugueses e de outros países da Europa, com abordagem de "mestres de referência" de Espanha, França, Itália, Inglaterra, Alemanha, Bélgica, Países Baixos e também dos ricos núcleos de obras da Índia, Pérsia, China e Japão. O vasto leque cronológico estende-se desde os finais da Idade Média até aos inícios do século XX, oferecendo aos visitantes um percurso único e de grande interesse pelos grandes momentos da História da Arte.

## Espaços
- Sala Silva Porto (antiga Sala Parquet)
- Sala da Música (antiga Sala corredor)
- Galeria Verde
- Sala D. Eugénia (antiga Saleta do Terraço do Lado do Jardim)
- Salão Renascença
- Sala das Colunas
- Sala São Francisco
- Sala de Jantar
- Vestíbulo de Saída
- Biblioteca
- Escadaria nobre e Mezanino
- Sala de Família
- Sala dos Primitivos
- Sala das Aguarelas
- Sala da Tauromaquia
- Sala de Arte Sacra
- Quarto de dormir de José Relvas
- Quartos de hóspedes
- Quarto de D. Eugénia
- Casa de Banho
- Cozinha

## Conservadoria
- 1960 - Maria de Lourdes Bartholo;
- 1993 - 1995 - José António Falcão;
- 1998 - Nuno Saldanha;
- 2003 - 2008 - José António Falcão;
- 2011 - Nuno Prates.